# التینازو
التینازو (به لاتین: Altınözü) یک سکونتگاه مسکونی در ترکیه است که در استان ختای واقع شده‌است.

## خصوصیات
التینازو ۴۰۰ متر بالاتر از سطح دریا واقع شده‌است.